# Telegonie (Genetik)
Der Begriff der Telegonie (von gr. τηλε tēle „fern“ und γόνος gónos „Nachkommen“) bezeichnet eine heute verworfene Theorie der Vererbungslehre, die bis ins 19. Jahrhundert populär war und mit dem Lamarckismus verwandt ist. Sie besagt, dass eine vorhergegangene Trächtigkeit den Phänotyp von Nachkommen aus darauf folgenden Trächtigkeiten beeinflussen kann. Telegonie gilt in der wissenschaftlichen Genetik seit der Wiederentdeckung der Mendelschen Gesetze um 1900 als obsolet. Untersuchungen an der Fliege Telostylinus angusticollis legen jedoch nahe, dass Telegonie bei bestimmten Tiergruppen möglich ist, da vorherige Partner u. a. seminale Proteine im Ejakulat übertragen, die die Fertilität der weiblichen Eizellen beeinflussen.

## Geschichte
Die Telegonie geht als Theorie auf Aristoteles zurück und wurde bis weit ins 19. Jahrhundert als Phänomen nicht in Frage gestellt; so ging beispielsweise auch Charles Darwin von ihrer Existenz aus. Er zitierte dabei insbesondere den Fall von Lord Morton’s Mare, einer braunen Araberstute, die von einem Quaggahengst gedeckt wurde und die in der Folge auch bei ihren weiteren Trächtigkeiten Fohlen mit Zebrastreifung geboren haben soll. Die Existenz der Telegonie wurde erstmals von August Weismann durch dessen Keimplasmatheorie in Frage gestellt, und eine Serie von Experimenten von James Cossar Ewart konnte das Phänomen bei einer anderen Pferdestute nicht reproduzieren. Aus heutiger Sicht handelte es sich bei der Zebrastreifung des Fohlens von Lord Mortons Stute vermutlich um ein rezessives Merkmal.
Gelegentlich ist in der Tierzucht noch die Vorstellung anzutreffen, ein reinrassiges weibliches Tier, das von einem andersrassigen oder hybriden männlichen Tier gedeckt werde, könne als Folge davon nie mehr reinrassigen Nachwuchs haben. 
Ein Forschungsteam der University of New South Wales veröffentlichte 2014 die Ergebnisse einer Studie, nach der bei Stelzenfliegen ein Mechanismus besteht, bei dem die Körpergröße der Nachkommen eines weiblichen Tiers stärker von den Eigenschaften eines früheren, ersten männlichen Sexualpartners bestimmt wird als von dem Männchen, das der Vater der untersuchten Nachkommen ist. Dies deute, so die Autoren, auf Telegonie hin.

## Aufnahme in Weltanschauungen
Telegonie ging als Imprägnationstheorie auch in die Ideologie des Nationalsozialismus ein.
Ebenso ist sie in die Anastasia-Bewegung eingegangen.